# Bisdom Maumere
Het bisdom Maumere (Latijn: Dioecesis Maumerensis) is een rooms-katholiek bisdom met als zetel Maumere, in Indonesië. Het bisdom is suffragaan aan het aartsbisdom Ende. 

## Geschiedenis
Het bisdom werd opgericht op 14 december 2005, uit delen van het aartsbisdom Ende. 

## Parochies
Het bisdom had in 2021 een oppervlakte van 1.731 km2 en telde 334.484 inwoners waarvan 87,2% rooms-katholiek was.

## Bisschoppen
- Vincentius Sensi Potokota (14 december 2005 - 14 april 2007)
- Gerulfus Kherubim Pareira (19 januari 2008 - 14 juli 2018)
- Ewaldus Martinus Sedu (14 juli 2018 - heden)

## Galerij van afbeeldingen

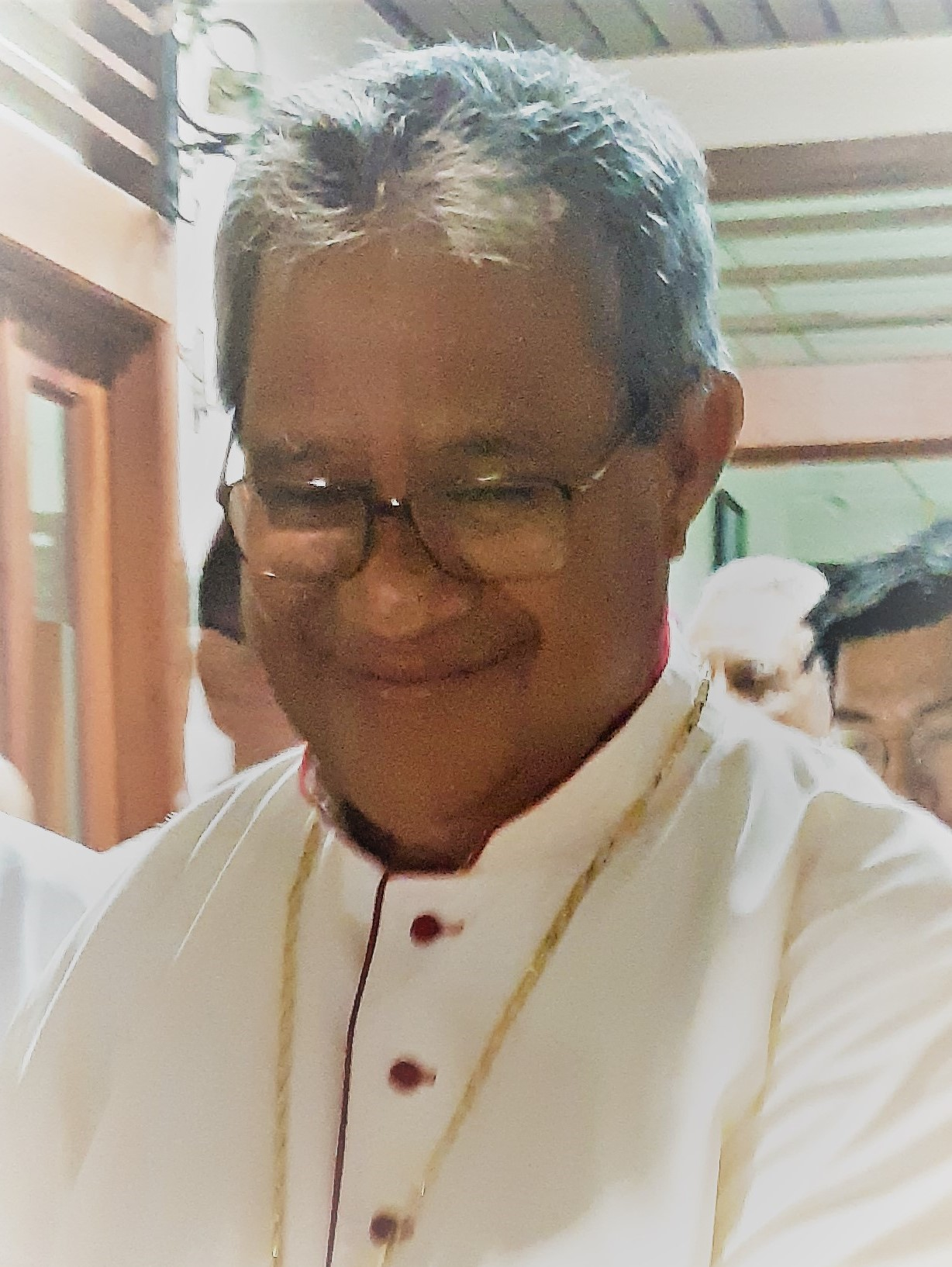
Bisschop Ewaldus Martinus Sedu (2018-heden)
Kerkprovincie met aartsbisdom en suffragane bisdommen

Ende (aartsbisdom) · Denpasar · Labuan Bajo · Larantuka · Maumere · Ruteng